# BitlBee
BitlBee est un logiciel qui met en œuvre des passerelles entre les différents réseaux de messagerie instantanée (Windows Live Messenger, ICQ, AIM, Yahoo! Messenger, Jabber, etc). Il permet d'utiliser un client IRC pour se connecter sur n'importe lequel de ces réseaux.
BitlBee agit comme un serveur, les contacts de chaque compte apparaissant comme des utilisateurs normaux d'un salon central, les discussions se déroulant au travers d'un message privé tel qu'on les connait sur IRC.
Pour les utilisateurs qui ne désirent pas installer le logiciel sur leur machine, il existe des serveurs accessible de manière publique.
AFKIM est une application pour PlayStation Portable qui utilise BitlBee pour se connecter aux réseaux de messagerie instantanée.